# Богобој Атанацковић
Тимотије Богобој Атанацковић (Баја, 22. јун 1826 — Баја, 9. септембра 1858) био је српски књижевник и адвокат. У историји српске књижевности запамћен је као утемељивач српске романтичарске новеле и као писац романа „Два идола”, најважнијег романа српског романтизма. Поред романа и новела, писао је и поезију и путописе.
Атанацковић је потицао из угледне српске трговачке породице Аустријског царства. Студирао је права у Пожуну, Пешти и Бечу. У Бечу је постао део Вуковог круга, који га је привео колу младих романтичара. Учествовао је у Српској револуцији 1848—1849 и Мајској скупштини, те је због одмазде мађарског суда био присиљен да се склони у Француску. Од 1848. до 1850. путовао је по Европи. Током 1851. и 1852. године радио је као секретар код бачког владике Платона Атанацковића. Вратио се у свој родни град Бају 1852. У Баји је започео успешну адвокатску каријеру, те је убрзо напустио писање књижевних дела. Умро је од туберкулозе у својој тридесет и другој години живота.
Иако је књижевну каријеру започео поезијом, Атанацковић је стекао углед пишући прозу. Његове прве новеле писане су у стилу старинске, сентименталне романтике, са пуно несрећних љубави, фаталних младих људи и бледих девојака. Што се више развијао као приповедач, то је у дела уносио више ситуација из свакодневног живота. Начин уметничког уобличавања савременог живота је, иако често врло наиван, представљао новину у српској прози, чија се радња до тада одигравала махом у псеудоисторијском амбијенту средњег века. Највише уметничке квалитете достигао је новелом „Буњевка” и романом „Два идола”, са којима је превазишао дотадашњу прозну литературу. Оба дела су смештена у амбијент Српске револуције 1848—1849. Две главне теме у његовим делима су љубав и родољубље. Значајан је и као један од првих писаца који су писали и штампали дела реформисаним правописом Вука Караџића, на који је прешао 1847.

## Биографија
Богобој Атанацковић рођен је као Тимотије Атанацковић 22. јуна 1826. у селу Баја, у тадашњем Аустријском царству, од мајке Анастасије и оца Гавре Атанацковића, угледног трговца. Био је најстарије дете и имао је браћу Теодора, Лазу, Ђуру и сестру Марију. Основну школу и нижу гимназију завршио је у Баји. Још као дете сусреће се са стваралаштвом Доситеја Обрадовића, Вука Караџића и српским народним песмама. У складу са романтичарским стремљењима српске обнове, Тимотије је своје грчко име посрбио и прозвао се Богобојем. Студије права је уписао 1844. на Правној академији у Пожуну (Братислави). У Пожуну је био учлањен у ђачку дружину, коју је основао Људовит Штур, и у којој се упознао са Светозаром Милетићем и Јованом Живковићем. Након две године студија Филозофије у Пожуну, које су се у тадашњем школском систему признавале као припремне, односно као почетне године факултетских студија права, Атанацковић се уписао на Правну академију у Пешти, а потом је наставио студије у Бечу. На студијама у Бечу ступио је у везу са тадашњом српском омладином која се окупљала око Вука Стефановића Караџића и залагала се за увођење народног језика у књижевност. У гостионици „Код кугле” упознаје се са Бранком Радичевићем, Ђуром Даничићем и другим виђенијим Србима. За Радичевића га је везивало истинско пријатељство које ће неговати до Бранкове смрти.
Атанацковић, коме је тада било 22 године, учествовао је у Српској револуцији 1848—1849, једној од либерално-националних револуција које су избиле широм Европе пролећа те године. Био је члан изасланства, које је тражило од патријарха Јосифа Рајачића да изнесе и пред народом прочита старе привилегије, које су аустријски цареви издали српском народу. Учествовао је у Великој, мајској, народној скупштини у Сремским Карловцима 13. маја. Због учешћа у раду Мајске скупштине, али и због агитовања у народу, мађарски преки суд почео је да тражи Атанацковића како би га осудио на смрт. Знајући да се пред преким судом тешко може одбранити, Атанацковић је побегао у Беч, а потом у Париз. У Француској је научио француски језик и усвојио француске културне обрасце којих ће се држати до краја живота. Вратио се у Бају у јесен 1849. Од половине 1850. кренуо је на путовање по Европи са кога се шест месеци редовито јављао путописима у „Српским новинама” Током 1848. и 1850. путовао је по Немачкој, Швајцарској, Француској, Холандији и Италији. Током 1851. и 1852. године Атанацковић је радио као секретар код бачког владике Платона Атанацковића у Новом Саду. То је уједно и период његовог најактивнијег књижевног деловања.
Атанацковић се у свој родни град Бају вратио 1852. Тамо је отворио адвокатску канцеларију. Убрзо након доласка заљубио се у Хелену Стојановић. Ипак до венчања није дошло, највероватније због противљења њене мајке. Атанацковић се оженио другом девојком Маријом Давидовић из Будима 1855. Са њом је добио двоје деце. Постао је врло успешан адвокат и општински саветник. Такође, напустио је писање и књижевност. Како Скерлић истиче: Сентиментални и романтични поета ишчаурио се у имућног и врло прозаичног грађанина. Умро је од туберкулозе у Баји 9. септембра 1858, у тридесет и другој години живота. Јован Ђорђевић је у„Српском летопису”, бележећи Атанацковићу смрт, истакао да су с њиме: многе надежде сарањене а Антоније Хаџић је у некрологу у Српском дневнику забележио да је са Атанацковићевом смрћу српска књижевност изгубила радника ретке ваљаности, радника: који је такорећи од постанка свога па све до последњег тренутка непрекидно и неуморно радио за срећу, напредак и просвету србскога рода, које је из свег срца жарко љубио и за њ више пута знатне жртве, без икакве своје користи, принео.
Његова праунука Јелена је 1930-тих била чланица Прашког балета и "најбоља клизачица у Чехословачкој".

## Књижевно стваралаштво
Атанацковић се у српској књижевности прво огласио поезијом. Прва песма под називом „Посестрими” штампана је у часопису „Пештанско-будимска скоротеча” у 7. броју 23. јануара 1844. Према Скерлићевом мишљењу ова песма осамнаестогодишњака садржи цео Атанацковићев будући књижевни програм: његов сентиментално-патриотски правац, љубав према жени и љубав према Српкињи које се спајају у једну складну и нераздвојну целину. Друга песма „Звезди Даници” је, такође, објављена у „Пештанско-будимској скоротечи” исте године (бр. 23).
Исте 1844. године у „Пештанско-будимској скоротечи” објавио је и своје прве новеле: „Крвава освета” (бр. 30-31), „Ефросина” (бр. 38-39), и „Две сестре” (бр. 45-46). Све три новеле су настале под снажним утицајем прозе Милована Видаковића, најпопуларнијег српског писца прве половине 19. века, али се у њима осећа и тежња младог аутора да се тог утицаја ослободи, тим пре што је Видаковићева проза у то време већ почела да излази из моде. „Крваву освету” и „Две сестре” карактерише необуздана романтичност и мешање историјских елемената са измишљеним догађајима, док је „Ефросина” смештена у савремено доба и приказује живот обичних људи, што је наговештај новог књижевног смера који ће изнедрити Атанацковићева најважнија остварења.
Следеће године, 1845, у Будиму је објавио прву свеску новела под насловом „Дарак Српкињи” (Даракъ Србкиньи). Друга свеска изашла је у Суботици 1846. Највећи број Атанацковићевих новела налази се у тим двема свескама. У првој свесци су се нашле новеле „Љубезник и удварач”, „Убица”, „Мати и кћи” и прештампана из „Скоротече” новела „Крвава освета”. У другој свесци штампане су новеле „Нанка” и „Хајдуци”.
Након паузе услед учествовања у Револуцији 1848. и каснијим прогоном у Француску, Атанацковић се у књижевности поново јавио 1851. и 1852. Овај период карактеришу дела написана новим, реформисаним правописом Вука Караџића. Три новеле: „Рукавица”, „Три зелене шибљике” и „Буњевка” изашле су 1852. „Буњевка” заузима посебно место у његовом стваралаштву и сматра се Атанацковићевом најбољом новелом. Вештом композицијом, течним и чистим језиком, извесним реалистичким карактером, ова новела се издваја од осталих. Једна од идеја која се развија у њој је идеја да националност мора стајати изнад вере и по томе је Атанацковић настављач просветитељске идеје Доситеја Обрадовића о Србима сва три закона, то јест, вере.
Најзначајније остварење Богобоја Атанацковића је роман „Два идола”. Издат је из два дела, то јест, у две свеске „Пупољака” (својеврсне збирке дела), од којих је прва штампана у Бечу 1851, а друга у Новом Саду 1852. Роман је добио име по томе што главни јунак Младен у свом животу има два идола, то јест, две љубави: љубав према српском народу и љубав према девојци Ружи. Роман се заснива на сложеној и заплетеној фабули карактеристичној за традиционални тип романа и надовезује се на стваралаштво Милована Видаковића и његове барокно-сентименталистичке романе. У њему имамо обе варијанте основне фабуле романа Видаковићевског типа: причу о растављеним љубавницима и причу о растављеним сродницима. Међутим, сви ти елементи традиционалне фабуле доживели су код Атанацковића трансформације, те се роман не одиграва у свету псеудоисторијске, необавезне фикције, већ је смештен у Атанацковићеву савременост, а српски роман први пут добија амбијент или средину која се јавља као друштвено-културна-историјска и национално-политичка позадина романескног збивања (описује се друштвени живот Срба у тадашњој Војводини, као и пропаст и последице Револуције из 1848, и други актуелни историјски догађаји) Из ових разлога „Два идола” представљају важну карику у сагледавању развоја романа у српској књижевности као дело које спаја барокно-сентименталистички роман Милована Видаковића са протореалистичним, друштвеним романом Јакова Игњатовића.

## Дела
Попис дела дат према издању Атанацковићевих сабраних дела из 1928.

### Романи
- „Два идола” (1851. и 1852)

### Новеле
- „Крвава освета” (1844)
- „Ефросина” (1844)
- „Две сестре” (1844)
- „Љубезник и удварач” (1845)
- „Убица” (1845)
- „Мати и кћи” (1845)
- „Нанка” (1846)
- „Хајдуци” (1846)
- „Буњевка” (1852)
- „Рукавице” (1852)
- „Три зелене шибљике” (1852)
- „Два пољупца” (1852)

### Путописи
- Писма српскога путника
- Додатак писмима српског путника

### Песме
- „Посестрими” (1844)
- „Звезди Даници” (1844)

### Из дневника
- Берлин
- Нацрт за драму
- Приповедачки одломци